# 大正站 (大阪府)
大正站（日语：／ Taishō eki */?）是位於日本大阪府大阪市大正區，屬於西日本旅客鐵道（JR西日本）、大阪市高速電氣軌道（大阪地下鐵）的鐵路車站。JR西日本的車站編號是JR-O16，大阪地下鐵是N11。
此站是JR西日本的大阪環狀線與以此站為起點的大阪市高速電氣軌道長堀鶴見綠地線的轉乘站。JR西日本的車站象徵花卉是「山杜鵑」。本站截至2018年為大正區内唯一的車站。

## 歷史
今日大正車站所位處的大阪環狀線，是在1928年時就已通車的關西本線貨運支線，但直到1961年路線才正式客運化，並增設包括本站在內的客運用車站。
- 1961年（昭和36年）4月25日：配合日本國鐵西九條至境川信號場（日语：大阪臨港線）間的大阪環狀線啟用，部分原屬關西本線貨運支線的路線也整併成為大阪環狀線的一部份。配合路線用途的變更，日本國鐵於本地增設大正站，於同日啟用。
- 1987年（昭和62年）4月1日 - 日本國鐵分割民營化，本站的營運由JR西日本繼承。
- 1997年（平成9年）8月29日：伴隨大阪市營地下鐵長堀鶴見綠地線大正至心齋橋之間的延伸線通車，地下鐵大正車站同步啟用，成為該路線的起點站。

## 站名與年號
車站名與1912年至1926年在位的嘉仁天皇年號「大正」之寫法與發音相同，但係因位於大阪市的大正區，而命名為「大正車站」。
與二十世紀以來的日本年號同名之其他車站為：
- 東京都東京地下鐵明治神宮前車站（但沒有「明治車站」）
- 長崎縣島原鐵道的大正車站
- 北海道廣尾線的大正車站（已於1987年2月2日起廢站）
- 神奈川縣鶴見線昭和車站
- 熊本縣豐肥本線平成車站

因為一句包含五個日本年號的順口溜「平成最後的昭和日，在大正車站飲用明治的R-1」（平成最後の昭和の日に大正駅で明治のR-1）。於2019年（平成31年）4月29日，不少人特地到大正車站手持R-1與站名牌合影留念。「R-1」為明治公司（舊名明治乳業）出品益生菌優格乳製品，同時也是「令和元年」的簡稱。
2019年5月1日起，改年號為令和。同年8月4日，平成筑豐鐵道位於福岡縣行橋市的令和COSTA行橋車站啟用，是第一個以令和為名，且第一個在令和時代啟用的鐵路車站。

## 車站構造

### JR西日本
本站為對向式月台2面2線的高架車站。

#### 月台配置
| 月台 | 路線       | 方向 | 目的地                                     |
| ---- | ---------- | ---- | ------------------------------------------ |
| 1    | 大阪環狀線 | 內環 | 新今宮、天王寺、奈良、關西機場、和歌山方向 |
| 2    | 大阪環狀線 | 外環 | 西九條、大阪方向                           |

### 大阪市高速電氣軌道

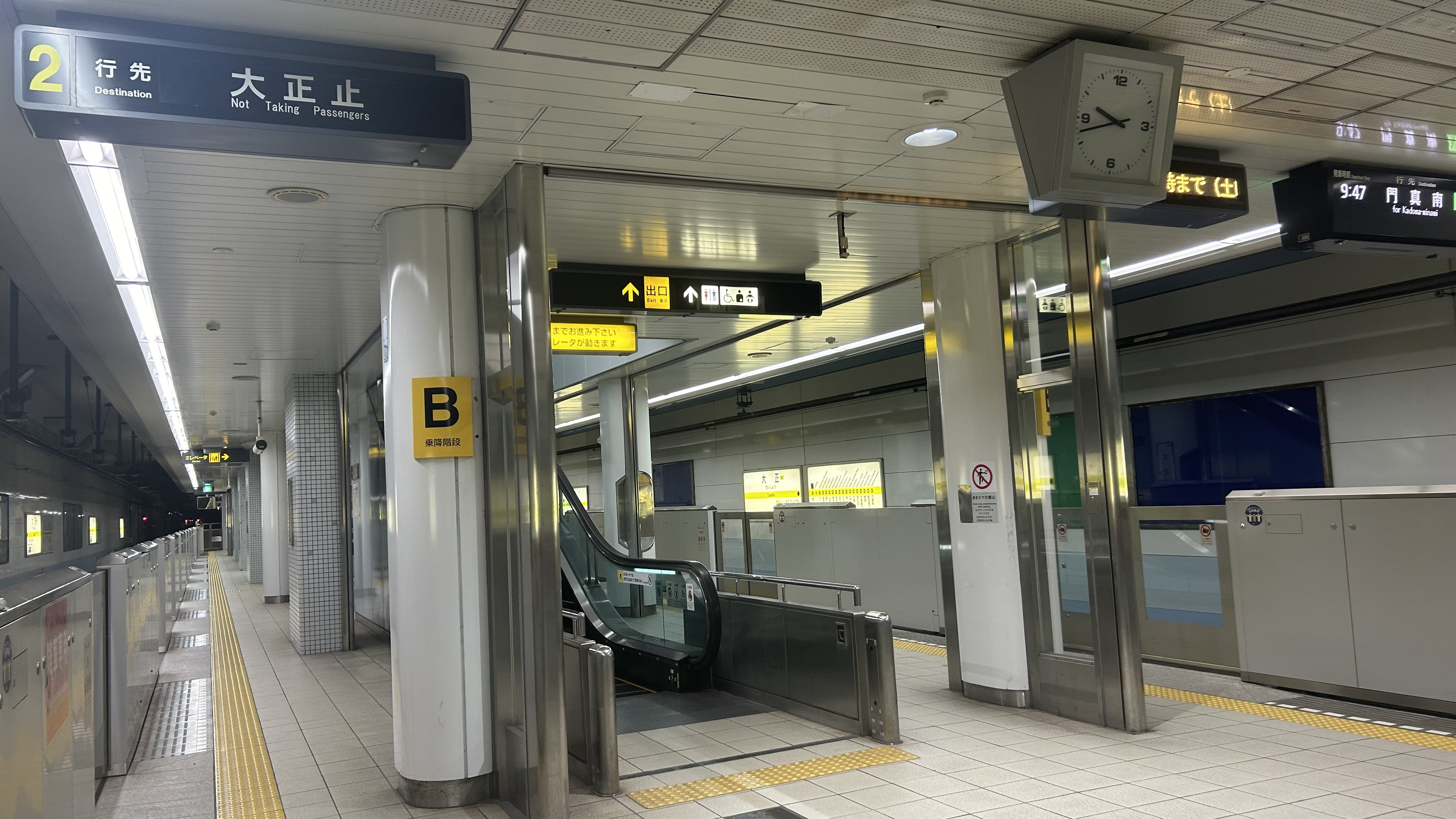
月台

本站為島式月台1面2線的地下車站。

#### 月台配置
| 月台 | 路線           | 目的地                   |
| ---- | -------------- | ------------------------ |
| 1    | 長堀鶴見綠地線 | 心齋橋、京橋、門真南方向 |
| 2    | 長堀鶴見綠地線 | 下車專用月台             |

## 利用狀況
- JR西日本 - 2018年度1日平均上車人次為24,776人，JR西日本車站排行第38位[6]。
- 大阪地下鐵 - 根據2018年11月13日進行的交通調查，1日上下車人次為11,756人（上車人次：6,471人，下車人次：5,285人）[7]。

各年度1日上下車、上車人次數如下表。
- JR西日本資料為1日平均上車人次。
- 大阪地下鐵資料的交通調查基於特定日的上下車、上車人次。

| 年度   | JR西日本         | 大阪市高速電氣軌道 | 大阪市高速電氣軌道 | 大阪市高速電氣軌道 | 來源   |
| 年度   | 1日平均 上車人次 | 特定日             | 特定日             | 特定日             | 來源   |
| 年度   | 1日平均 上車人次 | 調查日             | 上下車人次         | 上車人次           | 來源   |
| ------ | ---------------- | ------------------ | ------------------ | ------------------ | ------ |
| 1997年 | 33,313           | -                  | -                  | -                  | [ 8 ]  |
| 1998年 | 27,772           | 11月10日           | 8,722              | 4,955              | [ 9 ]  |
| 1999年 | 26,379           | -                  | -                  | -                  | [ 10 ] |
| 2000年 | 25,258           | -                  | -                  | -                  | [ 11 ] |
| 2001年 | 25,234           | -                  | -                  | -                  | [ 12 ] |
| 2002年 | 24,084           | -                  | -                  | -                  | [ 13 ] |
| 2003年 | 23,546           | -                  | -                  | -                  | [ 14 ] |
| 2004年 | 23,105           | -                  | -                  | -                  | [ 15 ] |
| 2005年 | 23,250           | -                  | -                  | -                  | [ 16 ] |
| 2006年 | 23,320           | -                  | -                  | -                  | [ 17 ] |
| 2007年 | 23,061           | 11月13日           | 10,795             | 5,851              | [ 18 ] |
| 2008年 | 23,732           | 11月11日           | 11,191             | 6,037              | [ 19 ] |
| 2009年 | 20,969           | 11月10日           | 10,889             | 5,909              | [ 20 ] |
| 2010年 | 20,299           | 11月09日           | 10,537             | 5,723              | [ 21 ] |
| 2011年 | 21,242           | 11月08日           | 10,486             | 5,690              | [ 22 ] |
| 2012年 | 21,569           | 11月13日           | 10,987             | 5,901              | [ 23 ] |
| 2013年 | 22,297           | 11月13日           | 10,486             | 5,720              | [ 24 ] |
| 2014年 | 22,891           | 11月11日           | 10,885             | 5,893              | [ 25 ] |
| 2015年 | 23,592           | 11月17日           | 11,552             | 6,232              | [ 26 ] |
| 2016年 | 23,838           | 11月08日           | 11,597             | 6,334              | [ 27 ] |
| 2017年 | 24,292           | 11月14日           | 11,806             | 6,519              | [ 28 ] |
| 2018年 | 24,776           | 11月13日           | 11,756             | 6,471              | [ 29 ] |

## 巴士路線
全為大阪城市巴士。

### 南行
1番停留所
- 98、98B號系統　新千歲経由　大正區役所前 行
  - 大正橋 - 泉尾一丁目 - 新千歲 - 大正區役所前
- 98A號系統　新千歲，大正區役所前經由　鶴町四丁目 行（平日，週六僅有正午時發車）
  - 大正橋 - 泉尾一丁目 - 新千歲 - 大正區役所前 - 中央中學校前 - 大運橋通 - 鶴町四丁目
- 98C號系統　新千歲 行（平日的朝繁忙時間3便、夜繁忙時間1便運行）
  - 大正橋 - 泉尾一丁目 - 新千歲
- 108號系統　千歲橋經由　鶴町四丁目 行
  - 大正橋 - 新千歲 - 鶴町四丁目北 - 鶴町四丁目

2番停留所
- 70急行　西船町 行（平日、土曜之朝、夕之運行）
  - 大正橋 = 大正區役所前 = 中央中學校前 = 大運橋通 - 西船町
- 94號系統　難波屋大橋經由　天保山 行
  - 大正橋 - 小林公園前 - 大運橋通 - （難波屋大橋） -天保山

3番停留所
- 70、70A號系統　西船町 行
  - 大正橋 - 千島 - 大正區役所前 - 中央中學校前 - 大運橋通 - 西船町
- 76號系統　地下鉄住之江公園 行
  - 大正橋 - 千島 - 大正區役所前 - 中央中學校前 - 大運橋通 - 地下鐵住之江公園

4番停留所
- 55、71、71A、91、91A號系統　鶴町四丁目 行
  - 大正橋 - 千島 - 大正區役所前 - 中央中學校前 - 大運橋通 - 鶴町四丁目

5番停留所
- 91急行　鶴町四丁目 行（平日、土曜之朝、夕之運行）
  - 大正橋 = 大正區役所前 = 中央中學校前 = 大運橋通 - 鶴町四丁目

### 北行
6番停留所
- 91A、91B號系統　野田阪神前 行
  - 大正橋 - 圓頂球場前千代崎 - 松島公園前 - 本田一丁目 - 地下鐵玉川 - 野田阪神前
- 98號系統　辨天町巴士總站 行
  - 大正橋 - 境川 - 玉船橋 - 辨天埠頭 - 辨天町巴士總站

7番停留所
- 70A、71、108號系統　難波 行
  - 大正橋 - 地下鐵櫻川 - JR難波站前 - 難波
- 71A號系統　上本町六丁目 行（日中運行）
  - 大正橋 - 地下鐵櫻川 - 賑橋 - 上本町六丁目

8番停留所
- 55、55A號系統　大阪站前 行
  - 大正橋 - 地下鐵櫻川 - 土佐堀二丁目 - 福島西通 - 大阪站前

9番停留所
- 70、70急、76、91、91急、94、98A、98B、98C號系統　圓頂球場前千代崎 行

### 西行
- 60、60B號系統　大阪港、天保山 行
  - 大正橋 - 境川 - 地下鐵朝潮橋 - 天保山
- 98號系統　辨天町巴士總站 行
  - 大正橋 - 境川 - 玉船橋 - 辨天埠頭 - 辨天町巴士總站

### 東行
- 60號系統　難波 行
  - 大正橋 - 地下鐵櫻川 - 賑橋 - 難波

## 相鄰車站
西日本旅客鐵道
 大阪環狀線
■大和路快速、■關空快速、■紀州路快速、■快速、■B快速
弁天町（JR-O15）－大正（JR-O16）－新今宮（JR-O19）
■區間快速、■直通快速、■普通
弁天町（JR-O15）－大正（JR-O16）－蘆原橋（JR-O17）
大阪市高速電氣軌道（大阪地下鐵）
 長堀鶴見綠地線
大正（N11）－圓頂球場前千代崎（京瓷巨蛋大阪）（N12）

## 外部連結
- 大正｜車站資訊：JR出門網 - 西日本旅客鐵道
- 車站Guide：大正 - Osaka Metro

34°39′56″N 135°28′48″E / 34.66556°N 135.48000°E